# Maleït karma
Maleït karma (títol original en alemany, Mieses karma) és la primera novel·la de David Safier, publicada el 2007 per l'editorial Rowohlt Verlag GmbH d'Hamburg i protagonitzada per una ambiciosa presentadora de televisió que mor aixafada pel lavabo d'una estació espacial russa i ha d'acumular bon karma per ascendir en l'escala de la reencarnació. La història, de caràcter humorístic, ha venut més de dos milions d'exemplars en tot el món i ha convertit a David Safier en un fenomen editorial.
La seva versió catalana va ser editada per l'Editorial Empúries l'octubre de 2010 amb una traducció de Michael Steinmetz i Carlota Vallès i la seva versió en castellà ja porta més de 50 edicions publicades.
Aquesta novel·la denota l'origen com a guionista de televisió de l'autor, ja que tant la protagonista (que és una presentadora de televisió) com bona part de la trama estan ambientades en aquest medi.

## Argument
La història se centra en Kim Lange, una dona al voltant de la trentena, d'origen humil, que ha aconseguit una extraordinària posició en la televisió alemanya gràcies a la seva dedicació constant a la seva feina. De fet, és ella la que, en primera persona, explica la seva aventura juntament amb les anotacions i impressions que en fa el seu company de viatge, Giacomo Casanova.
La Kim té una exitosa carrera que l'ha fet famosa en tot el país i es troba en el seu millor moment professional. Però també té una família, un marit i una filla de cinc anys als que ha menystingut en benefici de la seva feina. Així, quan l'entrega del Premi Nacional de Televisió, en el qual està nominada, coincideix amb el cinquè aniversari de la seva filla, no té més remei que volar a Colònia per estar en la gala. Allà s'adona que perdre's l'aniversari de la seva filla no és el pitjor que li pot passar en un sol dia. En plena gala acaba ensenyant en directe a la televisió el seu cul nu i després, ja a l'hotel, enganya el seu marit amb el presentador de la competència, en Daniel Kohn. En aquest moment, l'estació espacial russa Foton M3 havia de ser conduïda pel cosmòdrom de Baikonur cap a l'atmosfera terrestre perquè es desintegrés. Però algunes restes de l'estació acaben caient en forma de fragments sobre el nord d'Europa. Així, mentre la Kim es troba al terrat del seu hotel de Colònia pensant en el seu mal dia, el lavabo en flames de l'estació espacial li cau al damunt i mor aixafada.
És aleshores quan la Kim s'assabenta que tot el mal karma acumulat al llarg de la seva vida - l'engany al seu marit, l'arraconament de la seva filla Lilly i el mal tracte als altres - li passarà factura. A partir d'aquí comença un llarg viatge de successives reencarnacions (formiga obrera, conillet d'Índies, vaca, gos Beagle i finalment, una dona obessa amb problemes cardíacs...). En totes les seves vides haurà de purgar el seu mal karma i acumular-ne de bo per ser mereixedora novament d'un cos humà.

## Personatges
- Kim Lange, és una famosa i ambiciosa presentadora de televisió a Alemanya. La seva feina com a conductora del programa d'entrevistes polític més important del país li pren tot el temps i fa que deixi la seva família en segon lloc i que menystingui la gent del seu voltant.
- Alex Weingart, el seu marit, és un mestre de casa frustrat que ha abandonat la seva carrera professional per ocupar-se de la seva filla Lilly. Encara que havien tingut una relació excel·lent, ara porten un temps distanciats i amb prou feines es parlen.
- Lilly, és la seva filla de cinc anys i està acostumada a no tenir la seva mare a prop malgrat que, quan la Kim mor, la troba molt a faltar.
- Siddhartha Gautama o Buda, és el que s'encarrega de jutjar l'evolució en l'escala de la reencarnació de la Kim al llarg de la novel·la i se li apareix sempre en la mateix forma en què s'ha reencarnat la seva ànima.
- Giacomo Casanova, el mateix Casanova venecià mort el 4 de juny de 1798, famós per les seves qualitats amatòries, porta dos-cents anys reencarnant-se en formiga una vegada i una altra. Es convertirà en un gran aliat de la Kim en la seva escala evolutiva, un autèntic cavaller capaç de fer qualsevol cosa per complaure una dama.
- Nina, havia estat la millor amiga de la Kim fins que una nit, quan la Kim va arribar a casa de la feina, es va trobar a la Nina i l'Alex només en roba interior. Amb la mort de la Kim, la Nina entra de nou en la vida de l'Alex provocant la gelosia de la Kim reencarnada.
- Daniel Kohn, és un presentador de televisió morè i obscenament atractiu. Encara que és un faldiller encantador, conscient del seu efecte sobre les dones de les quals li agrada aprofitar-se, la Kim desitja tenir una aventura amb ell.
- Martha, és la mare de la Kim, amb qui aquesta no té una bona relació familiar. Quan la Kim tenia uns cinc anys el seu pare les va abandonar i, des de llavors, la seva mare va començar a beure més del compte i només es parlaven quan necessitava diners.

## Adaptacions
Maleït karma va tenir una adaptació a la ràdio produïda per la NDR. Més tard, l'editorial alemanya Argon Verlag, va fer-ne un audiollibre, llegit pels actors Nana Spier i Christoph Maria Herbst. El 2011, l'editorial Kosmos Verlag va llançar un joc de taula de Matthias Cramer sobre Maleït karma. I el 2015 es va publicar un "capítol perdut", que havia estat esborrat de la publicació definitiva de Maleït karma, a la web de l'editorial Rowohlt Verlag. En aquesta "capítol perdut" es veia com la Kim pujava uns quants graons més en l'escala de la reencarnació com un pingüí.